# Лейендекер, Джозеф Кристиан
Джозеф Кристиан Лейендекер (англ. Joseph Christian Leyendecker; 23 марта 1874, Монтабаур, Германия — 25 июля 1951, Нью-Йорк, США) — американский иллюстратор. Известен созданием рекламных постеров для компании «Arrow Collar» и многочисленных обложек журнала «The Saturday Evening Post». Многие из его работ находятся в музее Хэггин.

## Биография

### Ранние годы
Джозеф Кристиан Лейендекер (Дж. К. или Джо) родился в Германии, в семье Питера Лейендекера (1838—1916) и Элизабет Лейендекер (1845—1905). У него был старший брат Адольф А. (1869—1938), старшая сестра Августа Мэри (1872—1957) и младший брат Франц Ксавьер (1876—1924), позже известный как Фрэнк Кс. Лейендекер, также ставший иллюстратором. В 1882 году их семья иммигрировала в Чикаго. Будучи подростком Дж. К. работал в типографской фирме «J. Manz & Co».

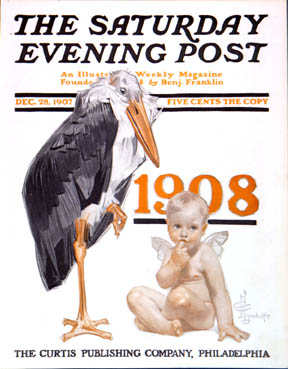
Обложка журнала «The Saturday Evening Post» за 28 декабря 1907 года

На заработанные деньги он учился в Чикагском институте искусств, первой его серьёзной работой стали иллюстрации к Библии по заказу «Powers Brothers Company». После изучения рисунка и анатомии в Чикагском институте искусств, Дж. К. и его младший брат Фрэнк записались в парижскую Академию Жюлиана. Там они познакомились с творчеством Тулуз-Лотрека, Жюля Шере и Альфонса Мухи.

### Карьера
В 1899 году братья вернулись в Америку. В мае того года Джозеф Кристиан получил первый заказ на обложку журнала «The Saturday Evening Post». Так началось сорокачетырехлетнее сотрудничество с самым популярным журналом страны, Джозеф выполнил для него 322 обложки. Созданные им иллюстрации породили множество американских образов и традиций: малыша, олицетворяющего Новый год — персонажа открыток, образ бородатого Санта Клауса в красном костюме, традицию преподносить цветы на День матери и взрывать фейерверки в День независимости.

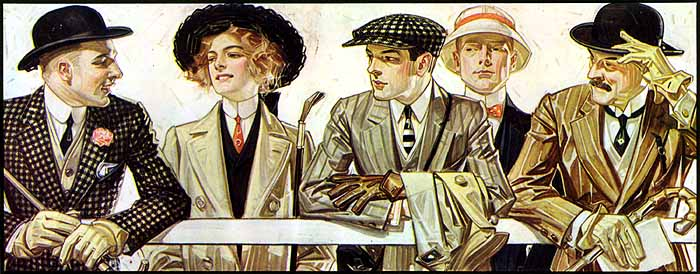
Постер для «Arrow Collar», 1907

В 1900 году Джозеф, Франк и их сестра Мэри переехали в Нью-Йорк, центр коммерческого искусства, рекламной и издательской индустрии. В течение следующих десяти лет братья успешно сотрудничали с такими фирмами как «Interwoven Socks», «Hartmarx», «B. Kuppenheimer & Co», «Cluett, Peabody & Co». В 1905 году Лейендекер познакомился со своим самым знаменитым и постоянным клиентом — фирмой «Arrow Collar» (Воротнички Arrow). Он создал для них удачный рекламный образ, моделью для которого послужил его спутник жизни Чарльз Бич. Многочисленные заказы сделали Лейендекера процветающим художником, в 1914 году он построил себе роскошный дом-студию в Нью-Рошелле (штат Нью-Йорк), куда переехал с братом и Чарльзом Бичем. Там он жил до конца своих дней. Во время Первой мировой войны, в дополнение к обложкам журналов и рекламным постерам, Лейендекер рисовал также плакаты призывающие к службе для вооруженных сил Соединенных Штатов.
1920-е годы стали во многом вершиной карьеры Лейендекера. Самые знаменитые его работы были выполнены в это время. Современная реклама достигла официального признания, а Лейендекер расценивался как один из выдающихся американских художников по рекламе. Эта популярность простиралась и на личную жизнь Лейендекера: он и Чарльз Бич устраивали большие торжества, посещаемые людьми разных кругов. Приемы, которые они устраивали в их доме в Нью-Рошелле, были важными социальными событиями.

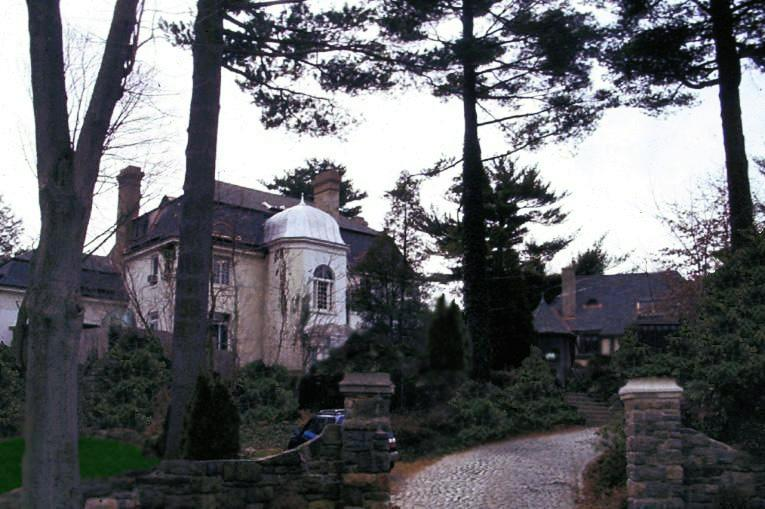
Дом Лейендекера в Нью-Рошелле

Как 1920-е ознаменовали вершину успеха Лейендекера, так 1930-е отметили начало его спада. Приблизительно в 1930—1931, «Cluett, Peabody, & Co» перестали использовать иллюстрации Лейендекера в рекламных объявлениях, так как изготовление воротников серьёзно уменьшилось после 1921. В это время и так застенчивый Лейендекер стал ещё большим затворником, редко общался с людьми, за исключением своей сестры Мэри Августы и Чарльза (Фрэнк умер в 1924 от передозировки наркотиков). Возможно в противовес его популярности в предыдущее десятилетие, или в результате новой экономической действительности после биржевого краха 1929 года, Лейендекер стал получать все меньше и меньше заказов. В 1936 году, Джордж Хорэс Лоример, главный редактор «The Saturday Evening Post» был заменен Уэсли Винэнсом Стаутом (1937—1942), а затем Беном Хиббсом (1942—1962), которые редко давали Лейендекеру заказы иллюстрировать обложки.
Последней иллюстрацией, выполненной Лейендекером для «The Saturday Evening Post» стала обложка за 2 января 1943 года с изображением „Новогоднего малыша“. Так закончилась самая прибыльная и знаменитая серия заказов. Новые предложения продолжали поступать, но вяло, в основном от военных: портреты командного состава американских сил, поощряющих покупку военных облигаций; обложки для «The American Weekly» и газетное приложение к «Hearst». Лейендекер умер 25 июля 1951 года в своих владениях в Нью-Рошелле в результате сердечного приступа.

### Личная жизнь
Биографы Лейендекера, Лоуренс и Джуди Катлер, описывают его образ жизни в юношестве и молодости как открыто гомосексуальный. В эпоху, когда такая сексуальная ориентация была под запретом, в СМИ не писали о личной жизни Лейендекера, делая упор на его известности как художника. Лейендекер добился явных успехов в изображении однородно мужской среды: раздевалок, клубов, примерочных, а также красивых молодых людей в позах, выражающих заинтересованность или обменивающихся загадочными взглядами. Лейендекер, возможно, пытался замаскировать гомоэротичное содержание его рисунков присутствием женщин, обожающих красивых мужчин. Несколько иллюстраций являются более открыто гомоэротичными, например рекламные постеры для «Gillette», на которых скудно одетые мужчины показывают друг другу, как пользоваться бритвой. Он никогда не женился и большую часть своей  взрослой жизни жил с мужчиной, его возлюбленным и менеджером, Чарльзом Бичем. Их отношения начались в 1901, когда юноше было семнадцать лет. Бич был также моделью для рекламных плакатов «Arrow Collar».